# پرواز شماره ۲۱۲ ایر فرانس (۱۹۶۹)
پرواز شماره ۲۱۲ ایر فرانس (به انگلیسی: Air France Flight 212) یک پرواز از کاراکاس به مقصد لزبیم بود که با ۴۱ مسافر و ۲۱ خدمه بودند، در تاریخ ۳ دسامبر ۱۹۶۹ در کاراکاس دچار سانحه شد و ۶۲ نفر جان باختند.